# Tranvía de Cuenca
El Tranvía de Cuenca es el mayor sistema de transporte público de Cuenca y el primer tren ligero moderno de Ecuador. Transporta alrededor de 20.000 pasajeros al día, aunque aún se encuentra lejos de la meta que es transportar al menos 29.000 personas al día. Inicia su recorrido en el sur de la ciudad, cerca de la vía a Baños, sector Control Sur, y termina al norte, en el sector del Parque Industrial.

## Historia
El presupuesto inicial del Tranvía de Cuenca fue de aproximadamente 231 millones de dólares, pero el costo se incrementó a 300 millones por "obras adicionales". Las ciudad de Cuenca subsidia casi 8 millones anuales por la operación.
La decisión de construir el Tranvía de Cuenca se tomó ante el creciente número de vehículos (90.000 aproximadamente en 2011 y con un crecimiento anual del 8%), lo que causaba congestión vehicular y el consiguiente ruido, molestias y contaminación ambiental. La administración municipal encargó los estudios a la empresa francesa Artelia-Coteba, con el apoyo económico del gobierno francés que donó 650.000 dólares. Los estudios de suelos fueron realizados por la empresa española Red Ferroviaria Vasca (ETS) por un costo de 3.797.500 dólares.
Los estudios complementarios, de ingeniería y el diseño final del Tranvía fueron entregados el 29 de agosto de 2012 por las empresas ETS/ IDOM. En diciembre de 2013 comenzó la obra civil, que en principio estuvo prevista concluir en 2015. En agosto de 2016 se paralizaron por completo las obras, en diciembre de 2017 se reiniciaron y se extendieron hasta septiembre de 2018.

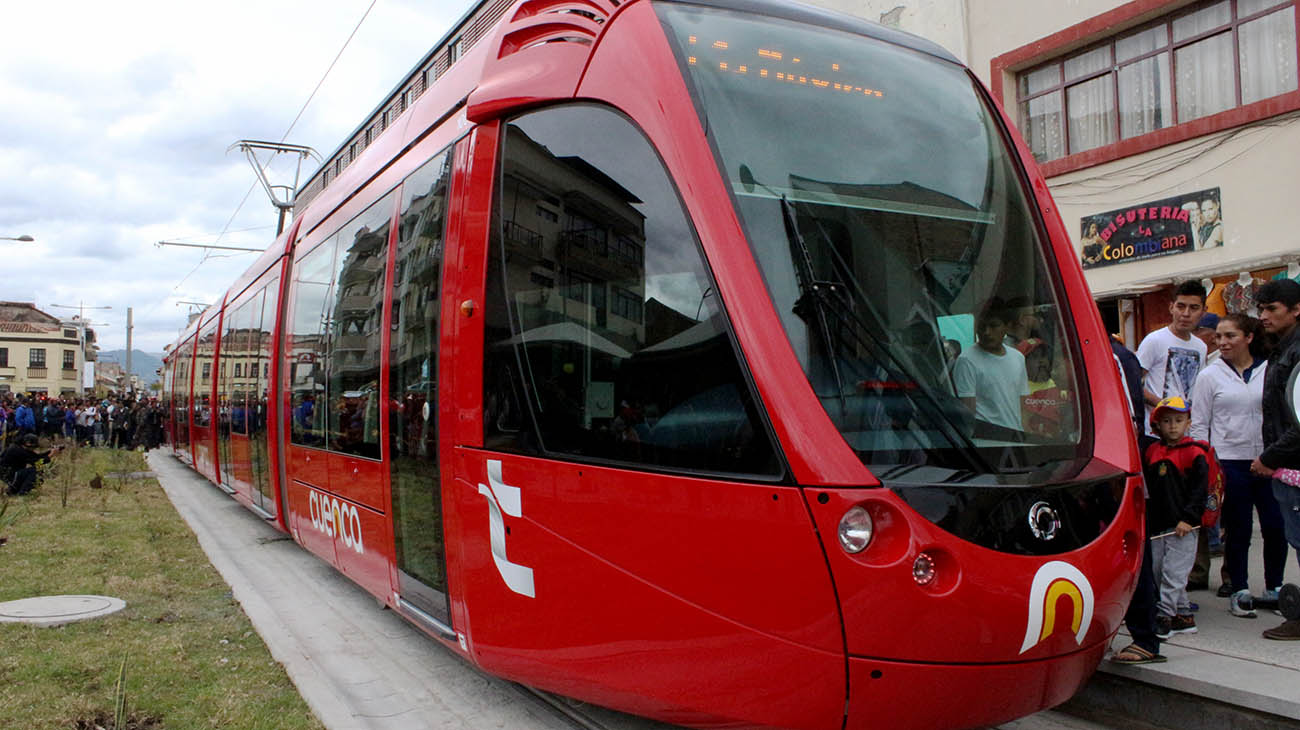
Unidad 1001 del Tranvía de Cuenca en el Centro Histórico durante las pruebas del 27 de julio de 2018.

Desde diciembre de 2017 las obras civiles están a cargo del consorcio ACTN, compuesto por Alstom, CIM (Compagnie Internationale de Maintenance) y el NGE Group (TSO y NGE). Su inauguración estuvo prevista para marzo de 2019, pero posteriormente el Alcalde Pedro Palacios, tras asumir el cargo el 15 de mayo de 2019, indicó que bajo su administración no dará una fecha concreta para la operación del sistema hasta que se trace una hoja de ruta definitiva antes de poner en marcha al tranvía. Finalmente, la obra fue inaugurada oficialmente el 25 de mayo de 2020.

## Financiamiento
El costo del Tranvía fue financiado entre el Gobierno Nacional del Ecuador, que aportó con el 80% del presupuesto inicial, y la Alcaldía de Cuenca el 20% restante.

## Características

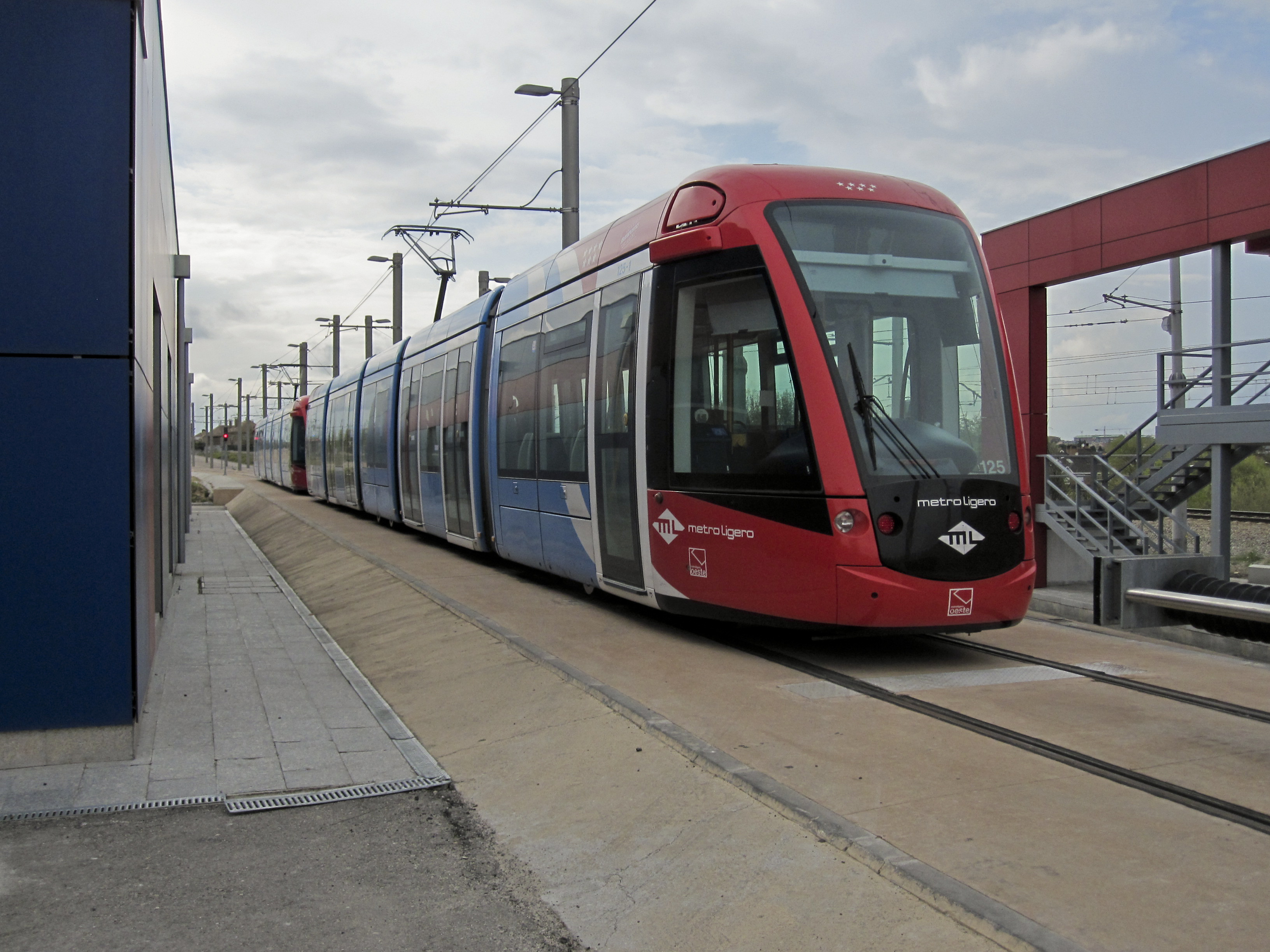
Tranvía usado por el Metro Ligero de Madrid. Se usa un modelo similar para la ciudad de Cuenca.

El Tranvía de Cuenca tiene 27 estaciones. La longitud de la vía es de 20,4 kilómetros (ida y vuelta), 1.435 milímetros de ancho por sentido y circula a una velocidad promedio de entre 22 y 25 kilómetros por hora. El trayecto desde la primera estación hasta la última (10,7 km) se realiza en aproximadamente 35 minutos, mientras que un automóvil realiza el viaje en cerca de 28 min.

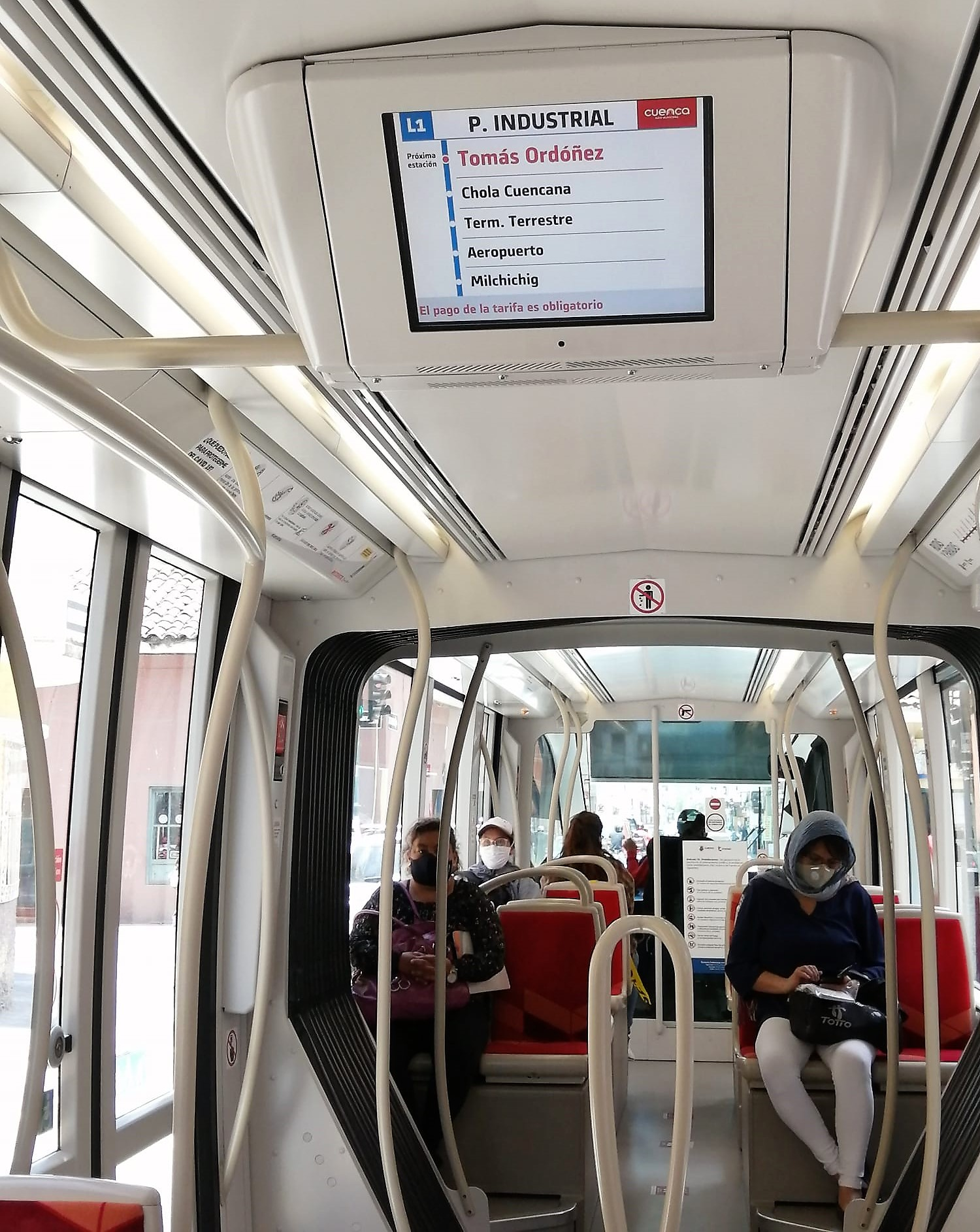
Interior de una unidad del Tranvía. Incluye pantallas informativas y sistema de audio que indican las siguientes estaciones.

Para el tranvía se utilizan 14 unidades (12 en servicio más 2 de reserva), que pasan cada seis minutos en hora pico y el resto de la jornada cada 10 minutos. Los estudios calculan un mínimo de 5.000 pasajeros al día y con un máximo de 6.000 pasajeros, por lo que según los estudios se espera unos 4.000 pasajeros diarios para un total de cerca de 600 mil al año.

### Vía
La vía es de 20,4 km de ida y vuelta, con un ancho estándar (1.435 milímetros). Algo más de cuatro kilómetros del recorrido pasan por el Centro Histórico de la ciudad, donde se colocó una manta antivibratoria para disminuir el impacto del movimiento en las construcciones patrimoniales.

### Tranvías
El material rodante se compone de 14 vehículos Citadis 302, de Alstom, de 32,4 metros de longitud, 2,4 metros de ancho y 3,28 metros de alto, compuestos por cinco módulos (dos con motor y cabina, una góndola portadora y dos cajas suspendidas), que pueden transportar alrededor de 200 pasajeros. Están equipados con pisos totalmente bajos, puertas anchas y aire acondicionado. La velocidad máxima es de 70 km/h, pero va a un promedio de 25 km/h en las avenidas y 22 km/h en el Centro Histórico.

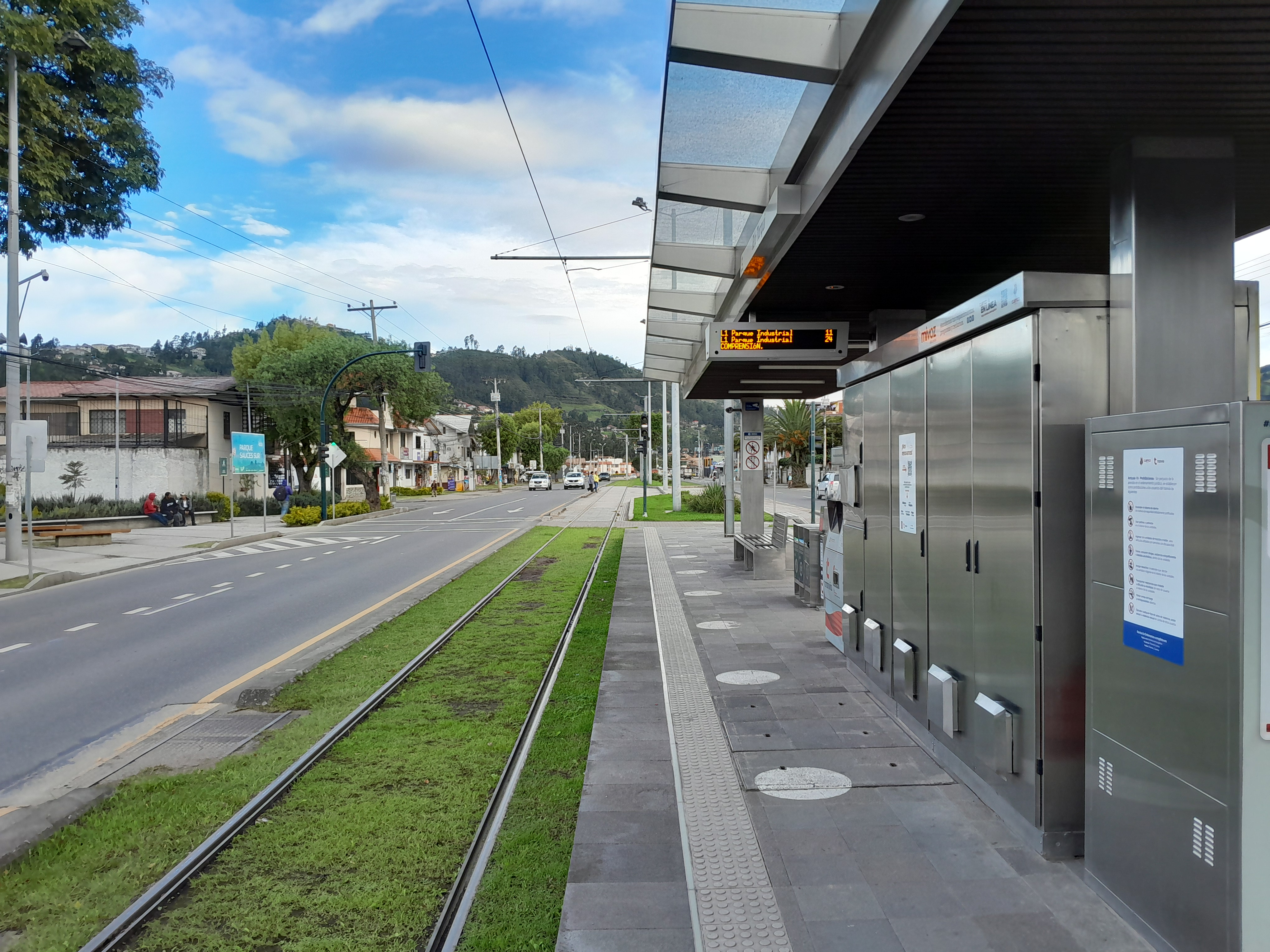
Estación 1 "Rio Tarqui" del Tranvía de Cuenca en la Av. de las Américas.

### Alimentación eléctrica
El Tranvía de Cuenca tiene un sistema de alimentación eléctrica por línea aérea de contacto (LAC) de catenarias en 17 kilómetros, mientras que en el área del Centro Histórico (cuatro kilómetros) se instaló el sistema alimentación por el suelo (APS) por un tercer raíl en el que sólo la cara superior aflora a la calzada y que se sitúa a media distancia de los otros dos raíles. El raíl sólo se activa eléctricamente cuando está bajo el tranvía. Este sistema se utiliza para evitar el impacto visual de las líneas eléctricas en la zona patrimonial de la ciudad. La alimentación eléctrica se hace a 750 kW de corriente continua.

## Líneas

### Cuatro Ríos
La línea 1, la primera y única del Tranvía, se inauguró el 25 de mayo de 2020. Las paradas son las siguientes:
| Av. de las Américas | Mariscal Lamar-Sangurima       | Gran Colombia         | Av. España             |
| ------------------- | ------------------------------ | --------------------- | ---------------------- |
| 1: Río Tarqui       | 9N: Parque El Molinero         | 8S: Gran Colombia     | 16: Chola Cuencana     |
| 2: El Salado        | 10N: Sector La Cuadra          | 9S: Unidad Nacional   | 17: Terminal Terrestre |
| 3: Misicata         | 11N: Convención del 45         | 10S: Corazón de Jesús | 18: Aeropuerto         |
| 4: Río Yanuncay     | 12N: Mercado Tres de Noviembre | 11S: Coronel Tálbot   | 19: Milchichig         |
| 5: Av. México       | 13N: Padre Aguirre             | 12S: Santo Domingo    | 20: Parque Industrial  |
| 6: El Arenal        | 14N: Antonio Borrero           | 13S: Hermano Miguel   |                        |
| 7: Río Tomebamba    | 15N: Gaspar Sangurima          | 14S: Huayna Capac     |                        |
| 8N: Ordóñez Lasso   |                                |                       |                        |